# Synecdoche necopina
Synecdoche necopina är en insektsart som först beskrevs av Van Duzee 1918.  Synecdoche necopina ingår i släktet Synecdoche och familjen vedstritar. Inga underarter finns listade i Catalogue of Life.